# Chương Dương (phường)
Chương Dương là một phường thuộc quận Hoàn Kiếm, thành phố Hà Nội, Việt Nam.
Phường Chương Dương có diện tích 1,03 km², dân số năm 2021 là 23.034 người, mật độ dân số đạt 22.363 người/km².